# Референдуми у Републици Српској
Одржано је неколико референдума у Републици Српској током њеног постојања, док су неки предложени али никад нису одржани.

## Историја
Иако Република Српска није проглашена до јануара 1992. године, референдум о преосталом дијелу Југославије одржан је међу Србима у новембру 1991. године, са 98% гласова за приједлог, што је довело до успостављања територије 1992. године.
Наредна два референдума одржана су током рата у Босни; Референдум о Венс—Овеновом плану који је одржан у мају 1993. године, а одбијен је од стране 96% бирача, иако су се посредници према референдуму односили као према "варци". Августа 1994. године, одржан је референдум о плану Контакт групе који је одбило 97% бирача, са гласом који је отказала Контакт група.

## Предложени референдуми

### Референдум о надлежности правосудног система 2011. године
Идеје о референдуму у Републици Српској прво је проводио Милорад Додик током свог премијерског периода од 2006. до 2008. године, који је почео након црногорског референдума о независности и проглашења независности Косова 2008. године.
У априлу 2011. године Скупштини Републике Српске је поднијет формални приједлог за референдум, која је гласала за њега и заказала га за средину јуна 2011. године. Расправа о гласању опажена је као збуњујућа, јер је питање нејасно: да ли је независност, противљење "наметнутим одлукама" Високог представника или (као што је коначно наведено) само функционисање тужилаштава и судова на централном нивоу.
Међународне реакције су варирале. Високи представник Валентин Инцко отворено се суочио са Милорадом Додиком због одлуке о референдуму, дајући му седам дана да повуче референдумску одлуку и најавио је спремност да искористи своја извршна овлаштења за поништење одлуке и санкционисање лидера РС, док не отпусти Додика са његовог положаја, ако би референдум (који се сматра кршењем Дејтонског правног поретка) наставио.
Као одговор на то, руководство Републике Српске пријетило је повлачењу свих српских представника из институција БиХ, укључујући Предсједништво и Савјет министара, Парламентарну скупштину и судство. Одлука о расписивању референдума није добила очекивану подршку Србије, а предсједник Борис Тадић није желио да се "умијеша" у унутрашње послове Босне, изражавајући супротстављање плановима Високог представника и позивајући се на рјешење кризе кроз компромис. Расправа о овом питању у Савјету безбиједности Уједињених нација 9. маја 2011. године није произвела заједнички став због неслагања Русије са Инцковим ставом и резервисаности Кине. У међувремену, публикација утицајне аналитичке групе "Међународна кризна група" препоручила је умјеренији приступ и сматрало се контрапродуктивним наставак суочавања са Додиком. Коначно, питање је ријешено након састанка предсједника РС и високог представника ЕУ за спољну и безбједносну политику Кетрин Ештон, у којем се Додик сложио да повуче референдум у замјену за "структурирани дијалог о правосуђу" међу институцијама у БиХ и ЕУ у којој ће разговарати о значајним притужбама власти РС према правосуђу у БиХ. Иако је интервенција ЕУ дозвољена да спријечи кризу и врати ситуацију на статус кво почетком априла, пријетња од референдума у РС остала је у позадини, јер Додик никада није повукао правне акте који се тичу тога.

### Референдум о надлежности Суда БиХ 2016. године
Референдум о надлежности Суда БиХ у Републици Српској планиран је за 15. новембар 2015. године. Након правних изазова и одлагања, референдум је на неодређено одгођен од фебруара 2016. године.
Референдум је изненадно објављен, након периода тензија између надлежних органа РС и државних правосудних институција због изручења некадањег команданта Армије Босне и Херцеговине у Сребреници, Насера Орића. Орић је ухапшен у Швајцарској 10. јуна 2015. године по налогу за хапшење из Србије. Ипак, швајцарске власти су га изручиле Босни. Орић је убрзо пуштен. Истовремено, Велика Британија је предложила УН резолуцију о Сребреници Савјету безбједности, на коју је касније Русија ставила вето по захтјеву Србије.
Референдум је предложио предсједник РС Милорад Додик који је тврдио да је Суд БиХ био пристрасан против Срба и да су државне правосудне институције радиле против интереса РС, упркос чињеници да су то били велики трошкови за ентитет годишње. Гласање о референдуму одржано је у Народној скупштини; 45 је гласало за, 31 је било уздржано, а преосталих седам посланика је било одсутно.

Бирачи су питани да ли Суд Босне и Херцеговине има надлежност над грађанима Републике Српске. Референдумско питање је гласило:
"Да ли подржавате неуставно и неовлашћено наметање закона од високог представника међународне заједнице у БиХ, посебно наметнуте законе о Суду и Тужилаштву БиХ и примјену њихових одлука на простору Републике Српске?"
Усвојен амандманом СНСД-а контекстуално је утврђено да ће се референдум одржати прве недјеље након истека 50 дана од дана ступања на снагу одлуке о референдуму. Одлука је ступила на снагу осмог дана од дана објављивања у Службеном гласнику РС. С обзиром на ове услове, првобитни датум за савјетовање одређен је да буде 15. новембар 2015.
У фебрару 2016. године референдум је на неодређено вријеме одгођен, званично због недостатка косензуса међу српским странкама, након интензивних политичких притисака из иностранства, укључујући предсједника и премијера Србије. Ипак, одлука Народне скупштине РС није повучена. Предсједник РС Милорад Додик је само задржао одобрење за објављивање у Службеном гласнику РС.

### Референдум о Дану Републике Српске 2016. године
Уставни суд Босне и Херцеговине донио је одлуку 26. новембра 2015. године против уставности Дана Републике Српске који се одржава 9. јануара, сматрајући да је то дискриминација против несрпског становништва. Судија Уставног суда БиХ Суада Паравлић изјавила је да Република Српска има право да слави Дан републике, али да то не може бити 9. јануар из "разлога због ког је тај датум и одређен као Дан републике". Датум означава православни празник када се слави Свети Стефан, као и оснивање Републике Српске 1992. године као сецесионистичког ентитета тадашње Републике Босне и Херцеговине. Суд је Републици Српској дао шест мјесеци да утврди други празник.
Органи власти Републике Српске реаговали су тиме што су оспорили одлуку Уставног суда БиХ и позвали Парламентарну скупштину БиХ да у року од 120 дана донесе Закон о Уставном суду који би подразумијевао доношење одлука са учешћем најмање једног судије из свих конститутивних народа и оба ентитета, те да по новом закону не буде страних судија, истовремено позивајући на популарни референдум о томе да ли грађани Републике Српске подржавају одлуку Уставног суда. Лидери опозиције РС такође су се придружили Додику у оспоравању одлуке Уставног суда БиХ.
Дана 9. јануара 2016. године, власти Републике Српске прославиле су "неуставни" празник. упркос пресуди Суда. На скупу је присуствовао и премијер Србије Александар Вучић. Хрватски посланици су подржали Дан републике и референдум.
Народна скупштина Републике Српске усвојила је резолуцију о референдуму 15. јула 2016. године, уз подржку свих српских сранака и бојкот бошњачких посланика. Референдумско питање је било: „Да ли подржавате да се 9. јануар обиљежава и слави као Дан Републике Српске?” Савјет за заштиту виталних националних интереса Уставног суда Републике Српске у Бања Луци изјавио је да одлука неће угрозити "виталне националне интересе" бошњачког народа, тако да им не дозвољава вето на то. Милорад Додик потврдио је да ће референдум бити одржан 25. септембра, недјељу дана прије планираних локалних избора 2. октобра. Високи представник Валентин Инцко је изјавио да тим власти Републике Српске директно крше Дејтонски споразум.

### Референдум о независности 2018. године
Дана 25. априла 2015. године владајућа странка СНСД усвојила је декларацију под називом "Република Српска - слободна и самостална - будућност и одговорност", у којој се наводи намјера да се организује референдум о независности Републике Српске у случају да се надлежности не врате од државе ентитетима до 2017. године. Декларација такође сугерише да власти РС могу одлучити "по закону којим одлуке које доносе органи Босне и Херцеговине буду примјењиване на територији Републике Српске".
Предсједник РС Милорад Додик поновио је новинарима посвећеност референдуму о независности у наредним годинама ако његови захтјеви не буду испуњени. Његов политички циљ је да се смање овласти институција Босне и Херцеговине од Дејтонског мировног споразума из 1995. године, што је довело до слабог развоја у задњих двадесет година, укључујући Суд БиХ и Тужилаштво БиХ, као и измјена права од стране међународних судија који сједе у Уставном суду БиХ.